# Judi Brown
Judi Brown, född den 14 juli 1961, är en amerikansk före detta friidrottare som tävlade i häcklöpning.
Browns främsta merit är hennes silvermedalj på 400 meter häck vid Olympiska sommarspelen 1984 i Los Angeles. Hon har även två gånger vunnit guld vid Panamerikanska spelen på samma distans.